# Edward Burne-Jones
Edward Burne-Jones (n. 28 august 1833, Birmingham, Regatul Unit al Marii Britanii și Irlandei – d. 17 iunie 1898, Londra, Regatul Unit al Marii Britanii și Irlandei) a fost un artist britanic care a fost asociat mai târziu cu prerafaeliții. A lucrat îndeaproape cu William Morris, dar și cu alți artiști plastici ai timpului.
În 1856 a devenit ucenicul lui Dante Gabriel Rossetti.
A fost preocupat îndeosebi cu reîntinerirea artei vitraliilor din Anglia, contribuind la realizarea vitraliilor pentru biserici și catedrale așa cum sunt: Catedrala Sfântului Filip din Birmingham, Biserica Sfintei Treimi din Sloane Square, Chelsea, Biserica Sfântului Martin din Brampton, Carlisle, Cumbria, Biserica Sfântului Mihail din Brighton, Cumbria, biserica realizată de Philip Webb, Biserica tuturor sfinților, Jesus Lane, Cambridge și Biserica lui Hristos, Oxford.

## Galerie

### Vitralii și sticlă pictată

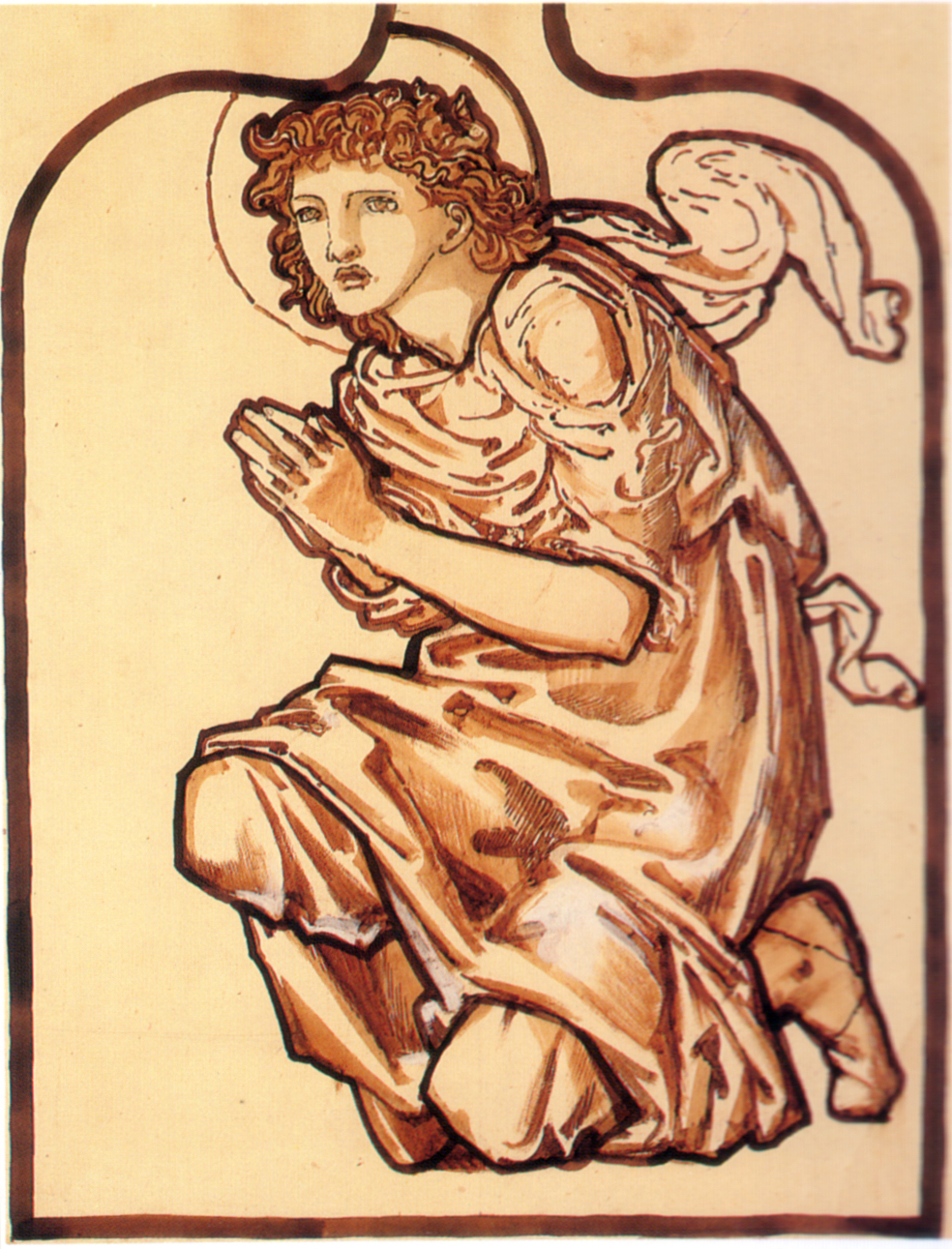
Desen pe carton pentru fereastra Daniel, biserica Saint Martin's-on-the-Hill, Scarborough, 1873
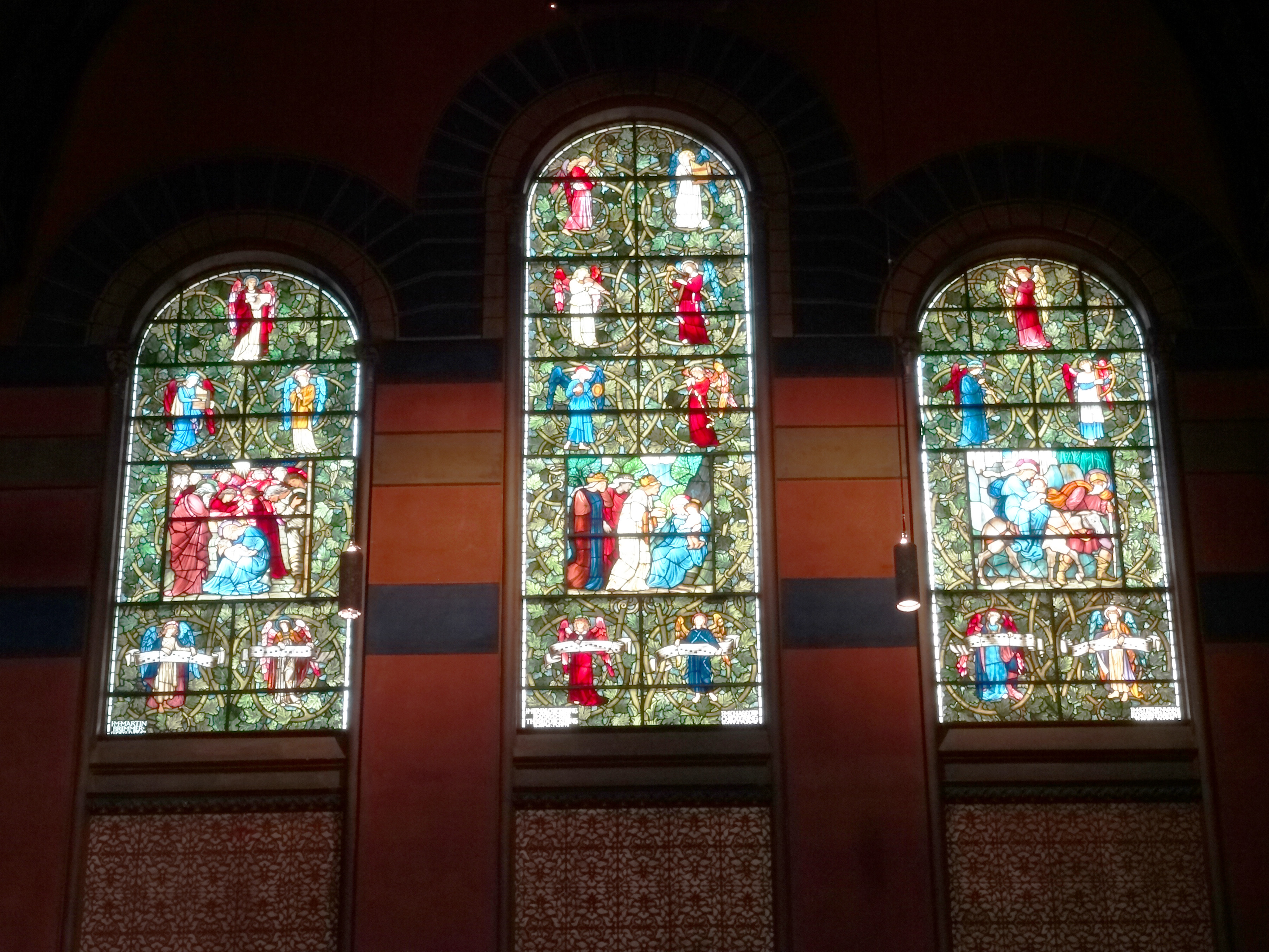
Edward Burne-Jones și William Morris - Trei fereste cu vitralii Nașterea lui Iisus Hristos (1882), Biserica Trinity Church, Boston
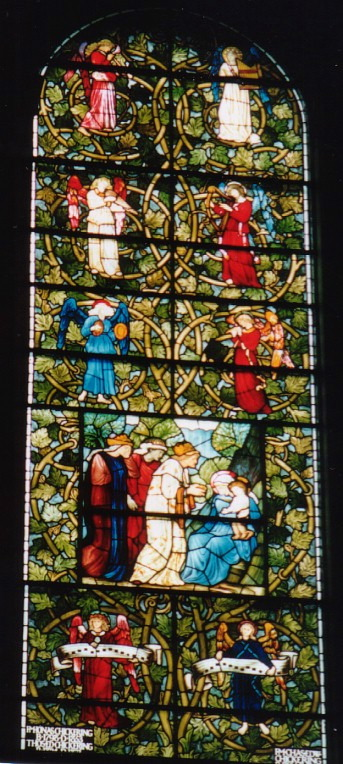
Adorarea magilor, vitraliu, Biserica Trinity Church, Boston.
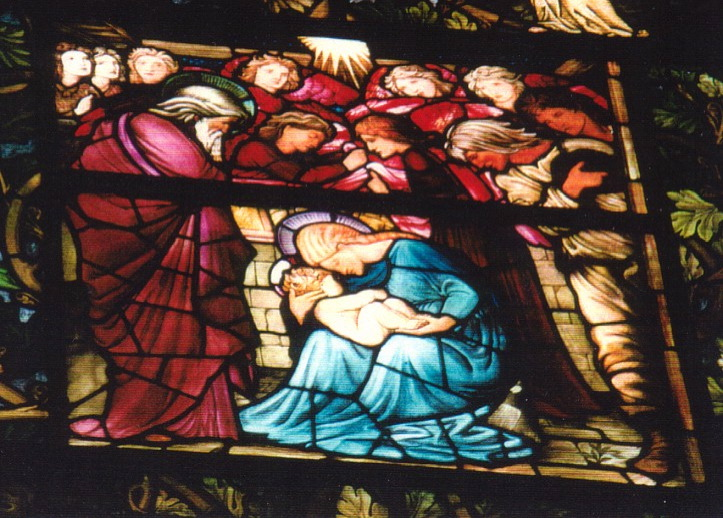
Închinarea păstorilor, vitraliu, Biserica Trinity Church, Boston.
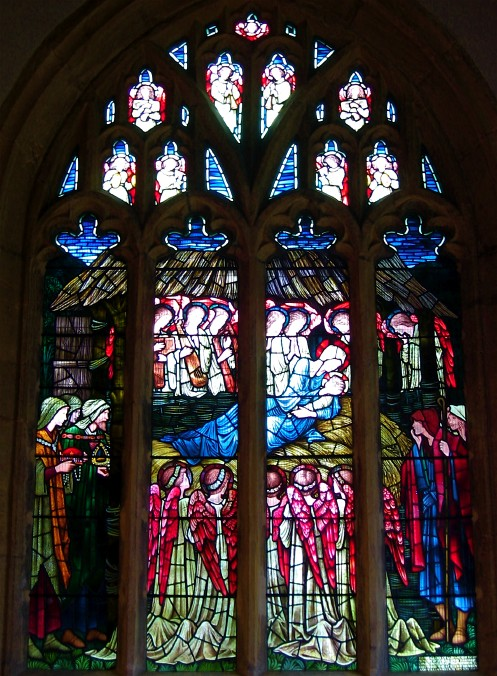
Scenă din seria Nașterii lui Iisus Hristos, Biserica Saint Mary's Church, episcopia Huish, Somerset.
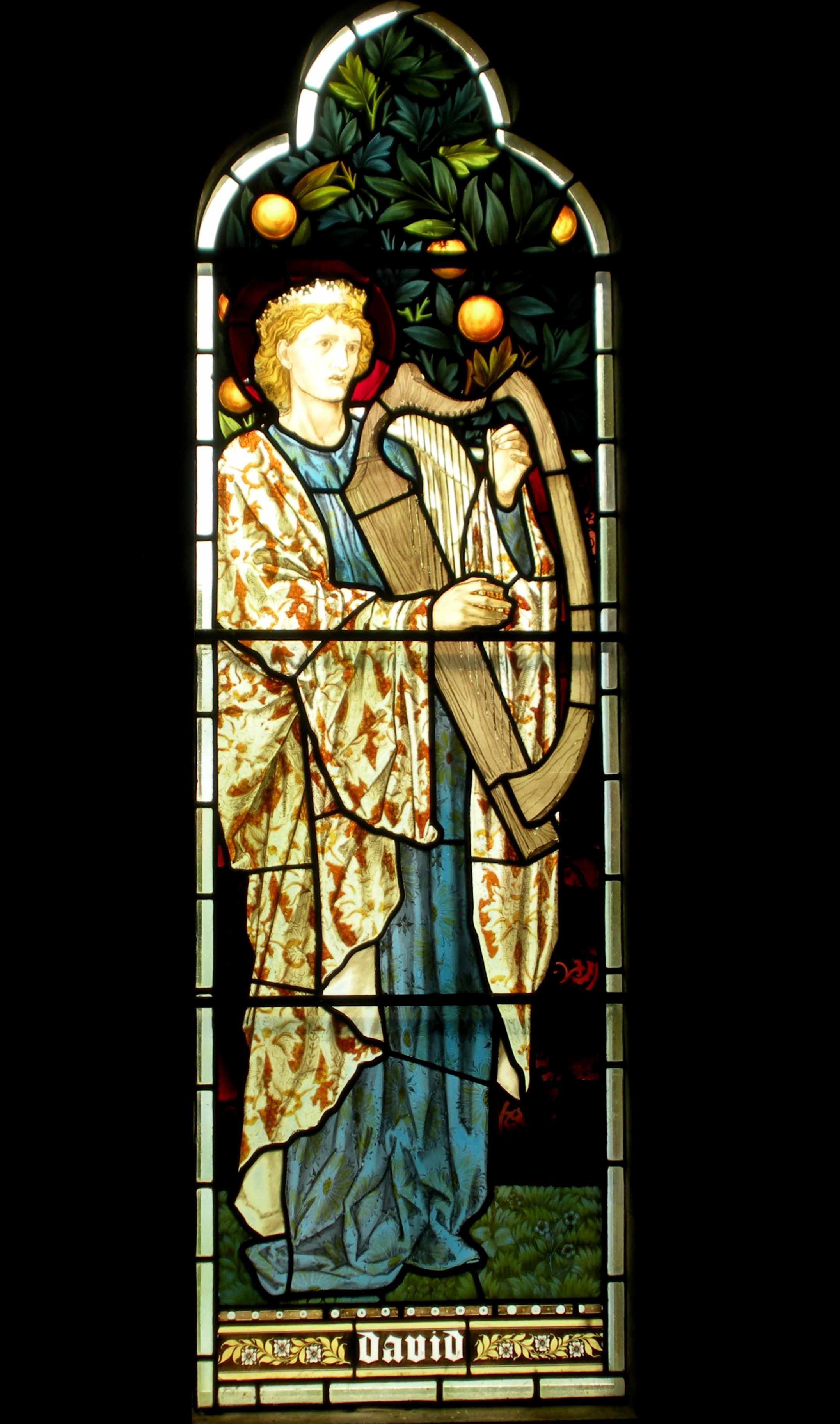
David, vitraliu, 1872, în Biserica Saint Michael and All Angels, Waterford, Hertfordshire.
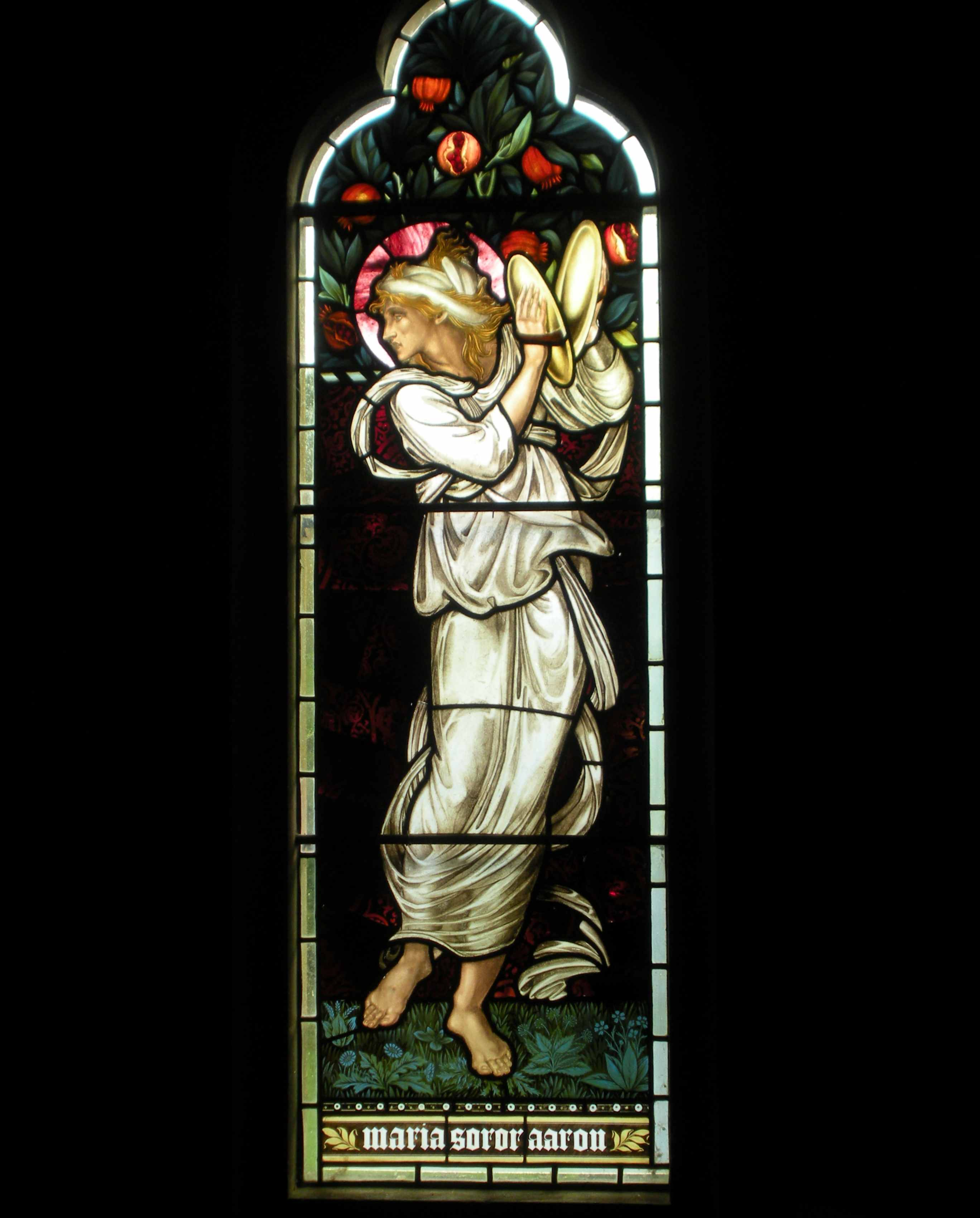
Miriam, vitraliu, 1872 în Biserica Saint Michael and All Angels, Waterford, Hertfordshire.
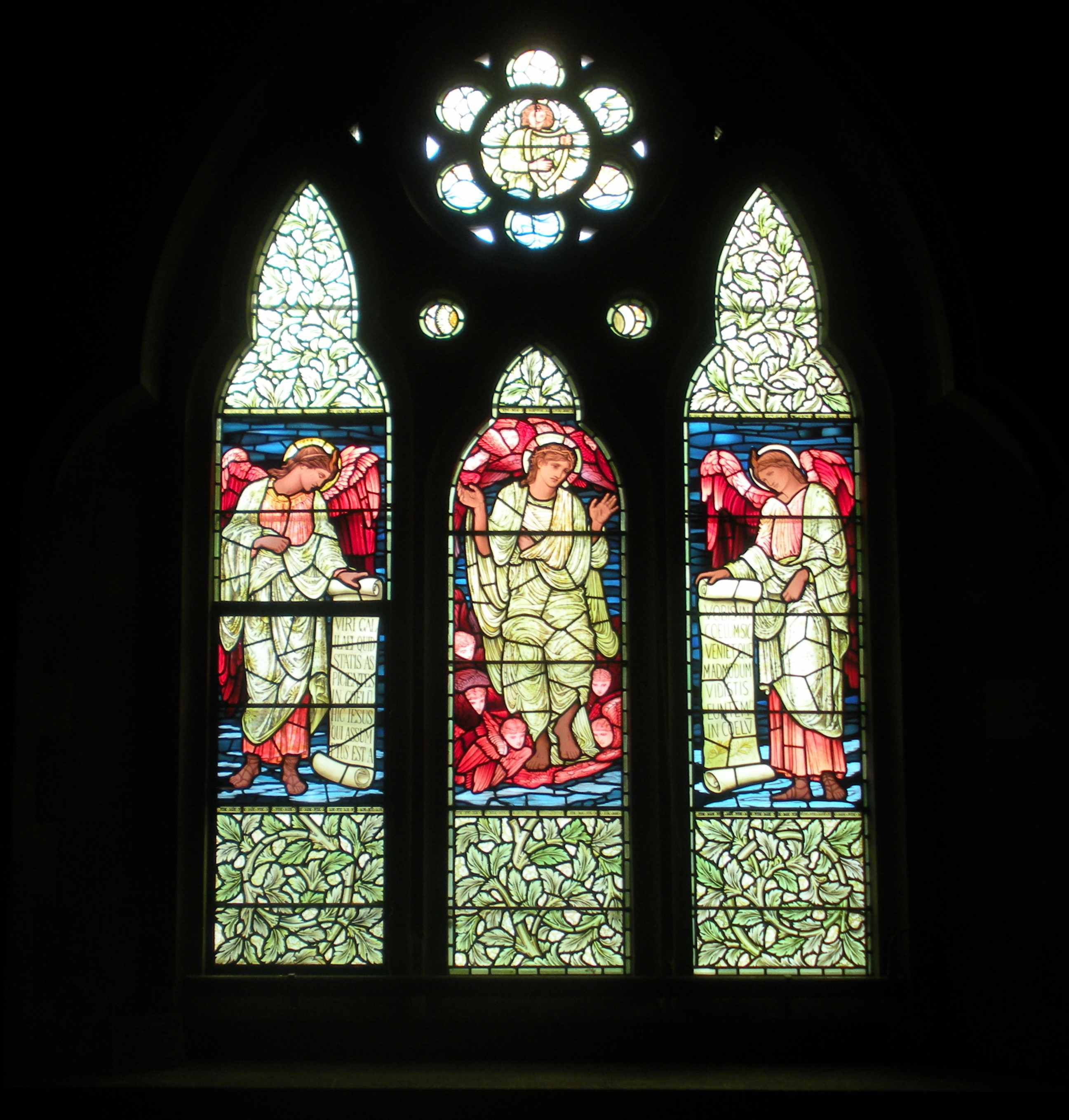
Iisus Hristos, Salvatorul lumii (Christ as Salvator Mundi), vitraliu, 1896, în Biserica Saint Michael and All Angels, Waterford, Hertfordshire.
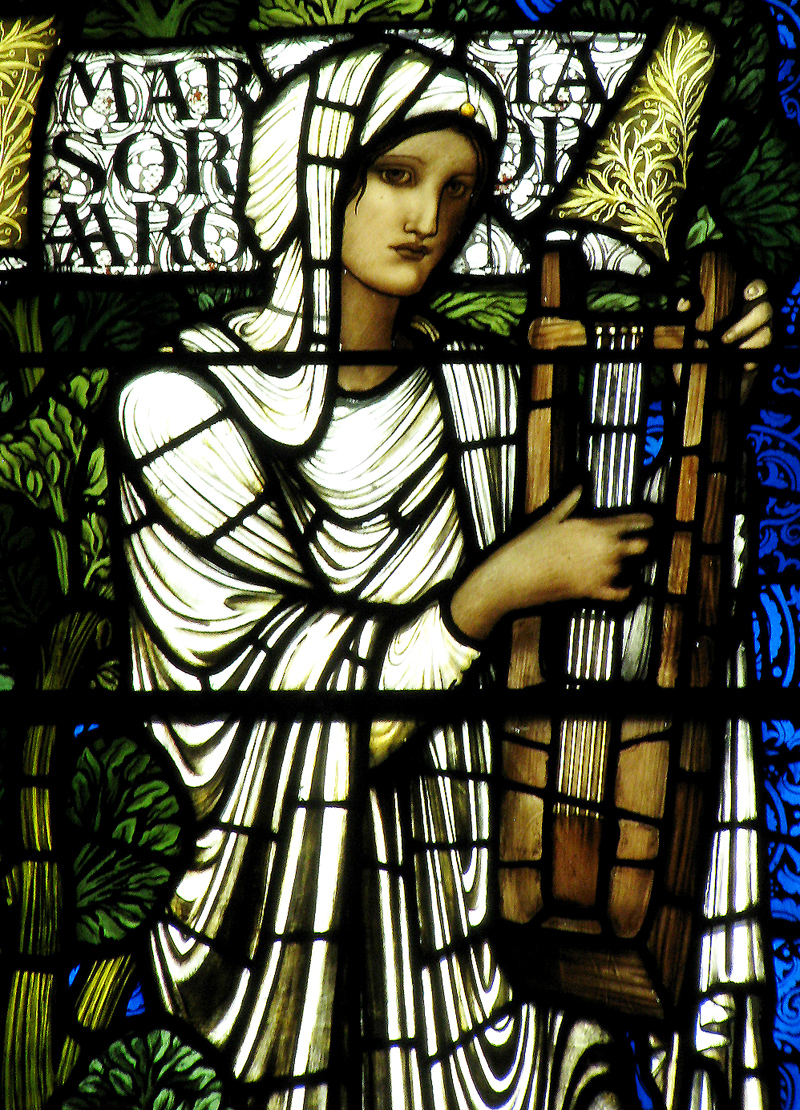
Miriam, vitraliu, 1886, în Catedrala Saint Giles' Cathedral, Edinburgh.
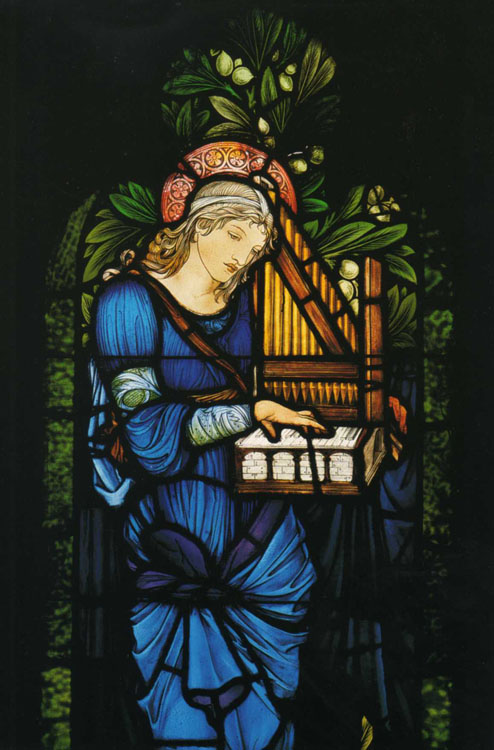
Vitraliul Sfânta Cecilia, Biserica Second Presbyterian Church în Chicago, Illinois.
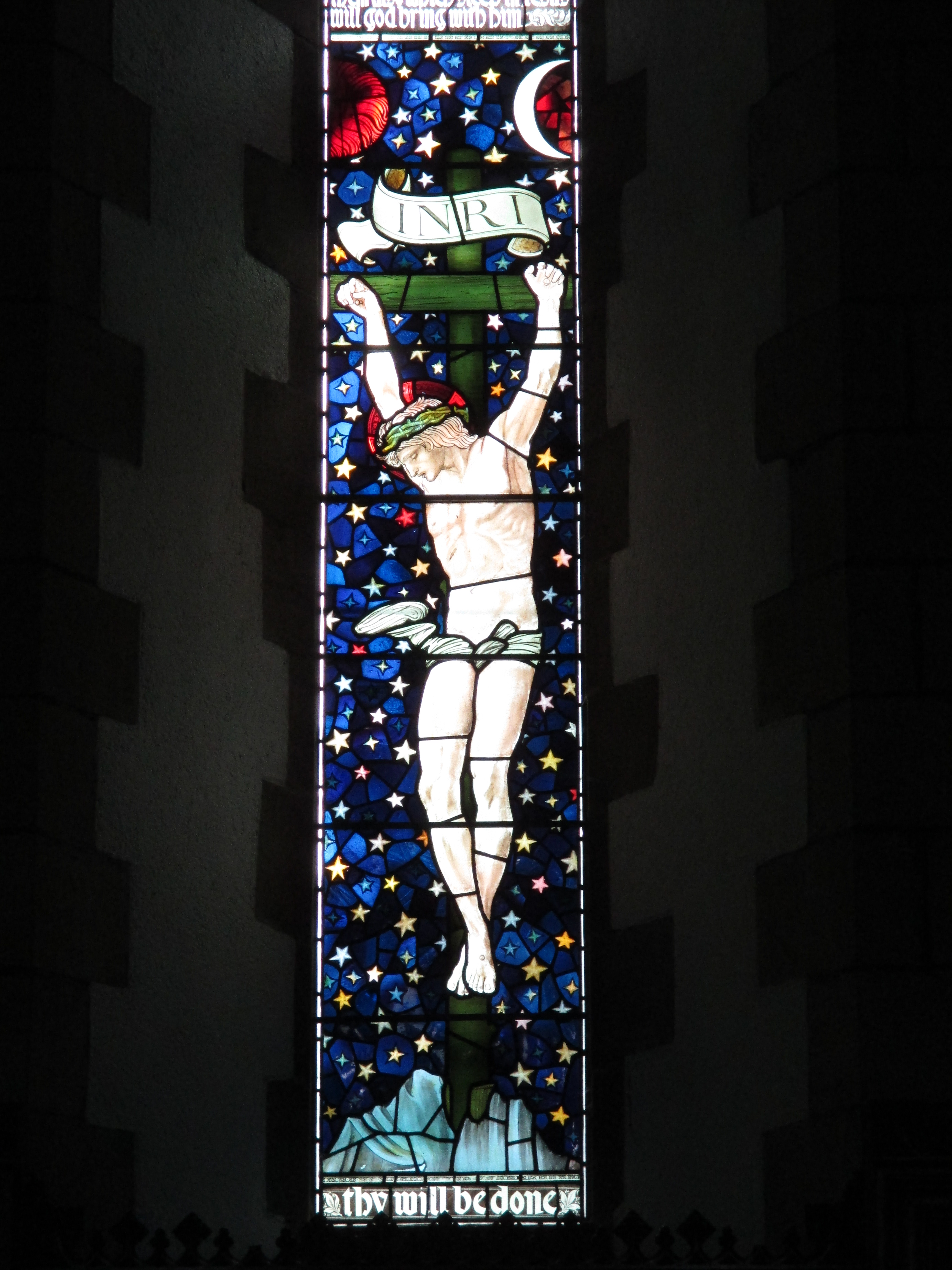
Crucificarea lui Iisus, vitraliu, Biserica Saint James's Church, Staveley, Cumbria.
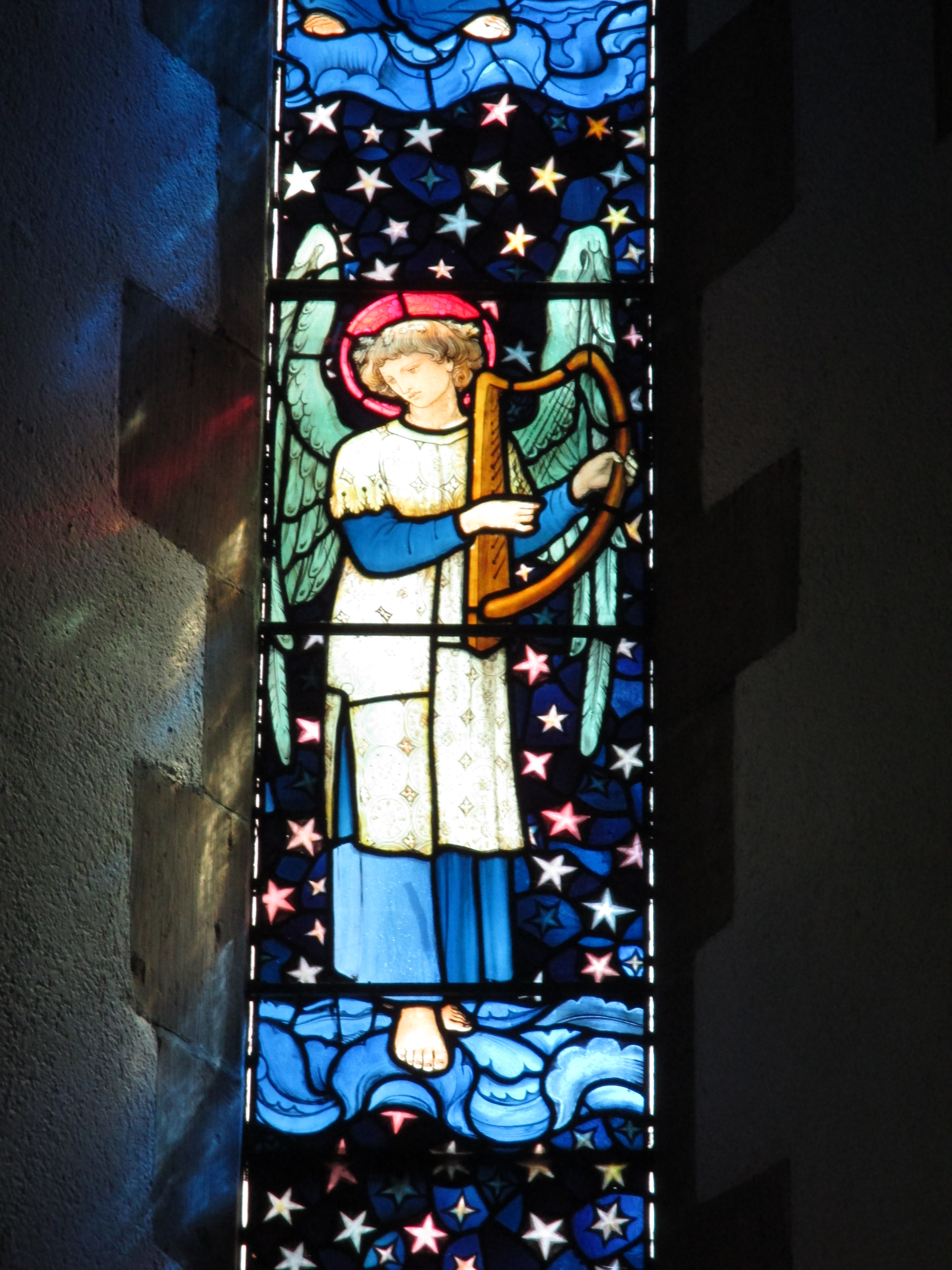
Înger, vitraliu, Biserica Saint James's Church, Staveley, Cumbria
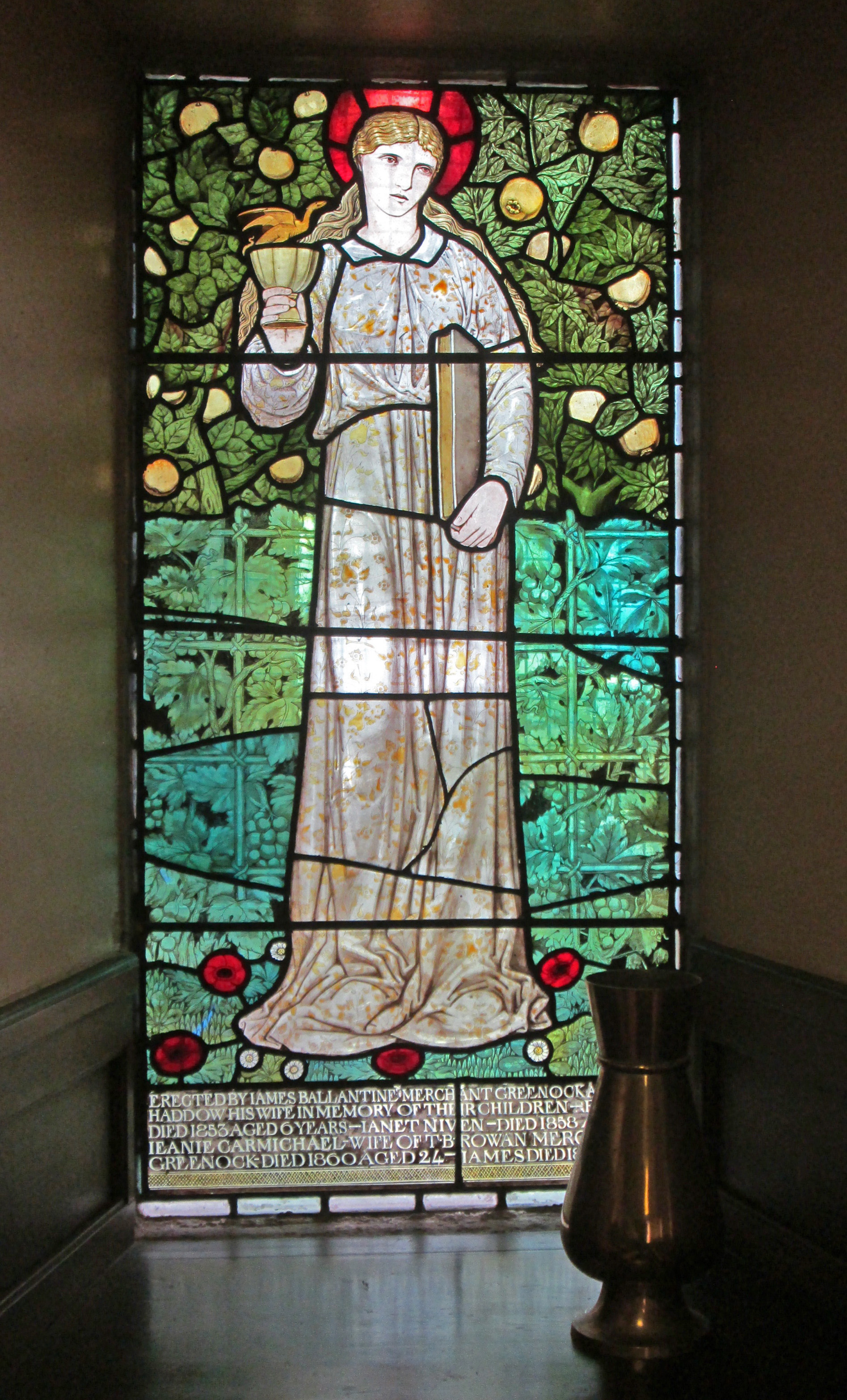
Credința (Faith), vitraliu în Biserica din Old West Kirk, Greenock
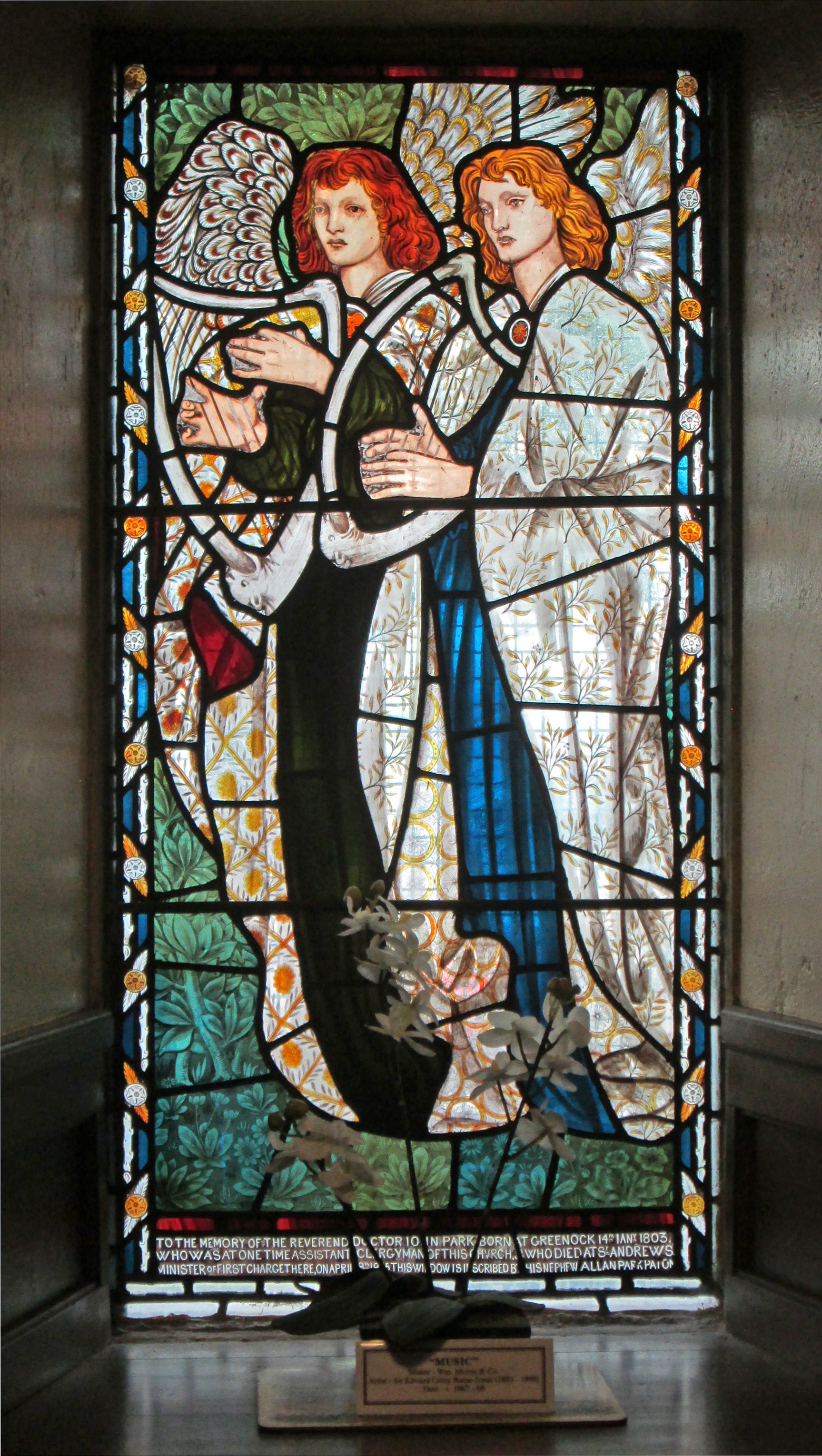
Music in the Old West Kirk, Greenock

### Fotografii

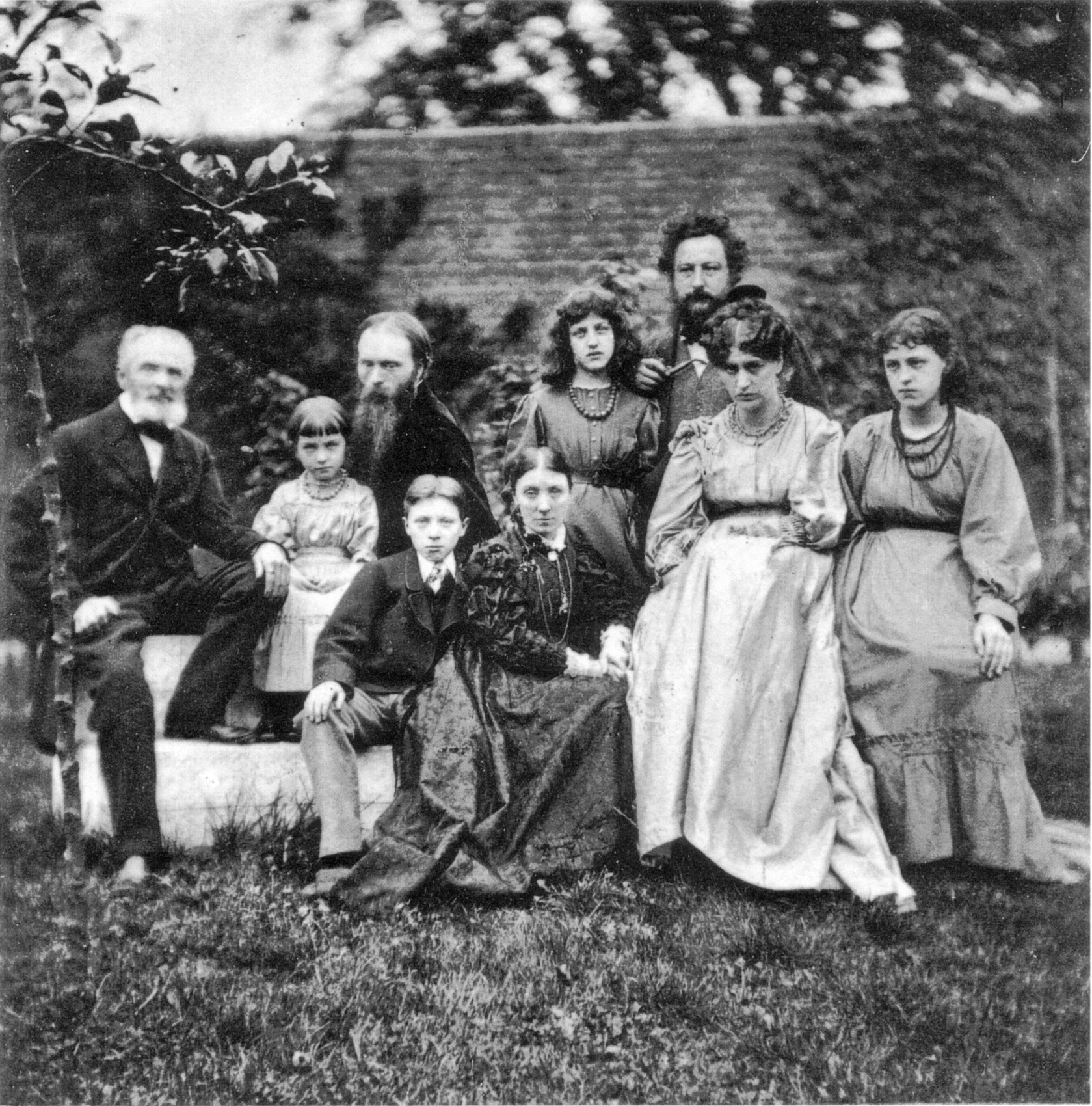
Familiile Burne-Jones și Morris în grădină, Grange, 1874, fotografie de Frederick Hollyer
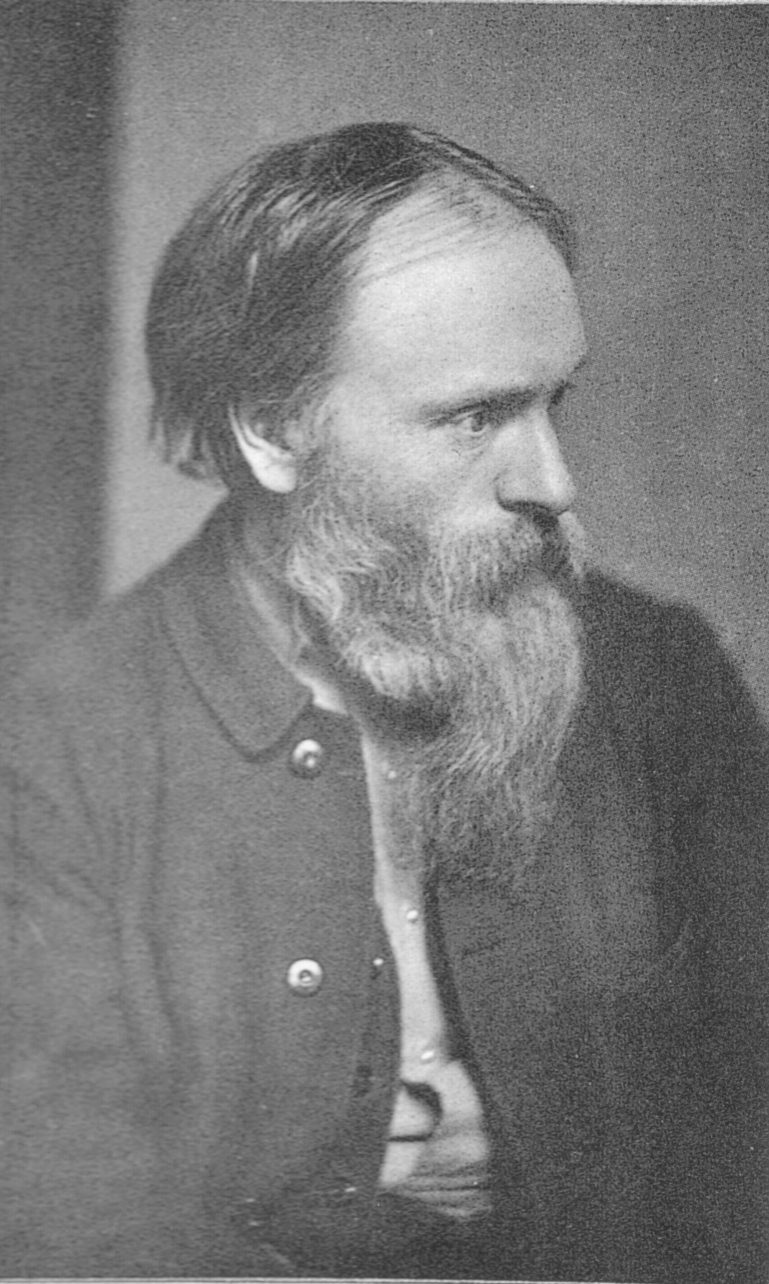
Edward Burne-Jones, circa 1882 (Hollyer)
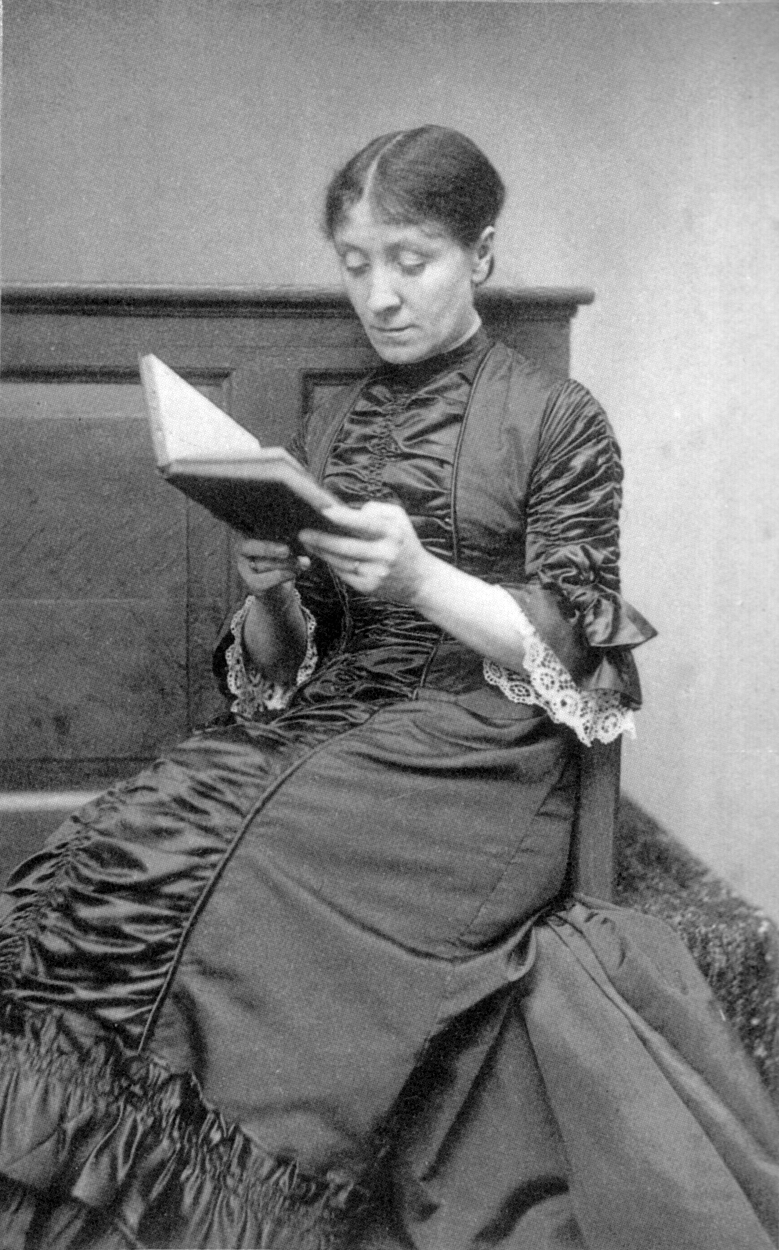
Georgiana Burne-Jones, circa 1882 (Hollyer)
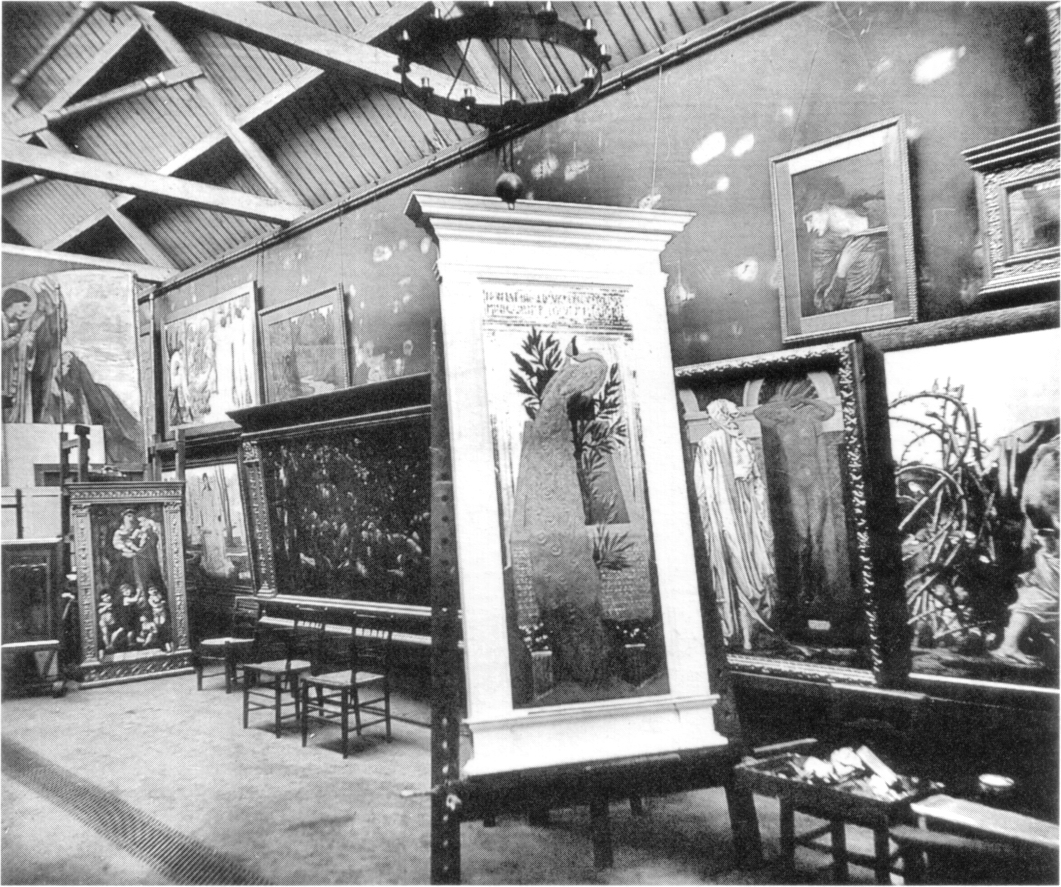
Atelierul lui Burne-Jones din grădină, Grange, 1887 (Hollyer)